# 浄実
浄実（じょうじつ、大永2年（1522年） - 天正18年（1590年））は、戦国時代から安土桃山時代の東大寺の僧。同寺上生院住持。
房号は了識房。大法師法印、得業。天文年間より東大寺僧としての活動を始め、天正初年ころには東大寺衆徒を統括する年預五師として東大寺の代表的な僧侶として名が見られ、衰退期にあった東大寺の教学復興に尽力した。著書に織田信長の蘭奢待拝見について記した「天正二年戴香記」がある。

## 蘭奢待開封時の動向
天正2年（1574年）3月23日、織田信長から東大寺正倉院の秘宝である香木蘭奢待拝見の要請が、塙直政・筒井順慶らを通じて浄実へ出された。東大寺の後援者たりえる信長の要請は何としても応えなければならなかったが、足利将軍家以外の蘭奢待拝見は前例がなく、さらにその先例の儀式故事についての伝来も失われていたため、信長が大和国へ下向する3月27日までに支度を調えることは困難を極めた。さらに当時は東大寺別当職が空位であったため、その補任も急がれた。東大寺は浄実を中心として一丸となって急ぎ準備を進めた。
3月27日、大和多聞山城に信長が入ったため、観音院訓英とともに信長に謁見し、翌日には蘭奢待を拝見できる旨と、当日の段取りを伝えた。また同日には別当職補任を済ませている。翌3月28日、津田信澄・塙直政ら信長の奉行衆が上生院に参着し、蘭奢待を正倉院から取り出す式典が始まる。倉中には東大寺執行薬師院実祐が入り、自身は倉の外で守護を務めた。その後、取り出された蘭奢待の櫃を輿に乗せ、実祐・訓英とともに多聞山城に参上した。多聞山城では蘭奢待の切り取りが行われ、信長は一片を自らのものとし、一片を禁裏に献上すると伝えた。その後、信長はさらに別の名香紅沈の拝見や正倉院内部拝観を求めたため、その対応を行った。信長の退散後は事後処理にも奔走している。